# A Ferencvárosi TC 1932–1933-as szezonja
A Ferencvárosi TC 1932–1933-as szezonja szócikk a Ferencvárosi TC első számú férfi labdarúgócsapatának egy szezonjáról szól, mely összességében és sorozatban is a 30. idénye volt a csapatnak a magyar első osztályban. A klub fennállásának ekkor volt a 34. évfordulója.

## Mérkőzések
| Színmagyarázat | Színmagyarázat |
| -------------- | -------------- |
|                | Győzelem.      |
|                | Döntetlen.     |
|                | Vereség.       |

### PLASZ I. osztály 1932–33

#### Őszi fordulók
| 1. forduló 1932. augusztus 28. |

| Ferencváros                  | 8 – 2               | Soroksár FC |
| ---------------------------- | ------------------- | ----------- |
| Takács II Táncos Toldi Turay | (3 – 0) Jegyzőkönyv |             |

| Hungária körút, Budapest |

| 2. forduló 1932. szeptember 4. |

| Kispest | 0 – 8               | Ferencváros                       |
| ------- | ------------------- | --------------------------------- |
|         | (0 – 4) Jegyzőkönyv | Takács II Turay Kohut Lázár Toldi |

| Budapest |

| 3. forduló 1932. szeptember 11. |

| Attila FC | 0 – 1       | Ferencváros |
| --------- | ----------- | ----------- |
|           | Jegyzőkönyv | Toldi       |

| Miskolc |

| 4. forduló 1932. szeptember 25. |

| Ferencváros           | 3 – 0       | Budai 11 |
| --------------------- | ----------- | -------- |
| Turay Takács II Toldi | Jegyzőkönyv |          |

| Üllői út, Budapest |

| 5. forduló 1933. november 29. |

| Ferencváros     | 2 – 0       | Nemzeti FC |
| --------------- | ----------- | ---------- |
| Kohut Takács II | Jegyzőkönyv |            |

| Hungária körút, Budapest |

| 6. forduló 1932. október 23. |

| Ferencváros  | 7 – 1       | Szeged FC |
| ------------ | ----------- | --------- |
| Turay Kovács | Jegyzőkönyv |           |

| Hungária körút, Budapest |

| 7. forduló 1932. november 6. |

| Hungária | 0 – 0               | Ferencváros |
| -------- | ------------------- | ----------- |
|          | (0 – 0) Jegyzőkönyv |             |

| Hungária körút, Budapest Játékvezető: Bíró Sándor (magyar) |

| 8. forduló 1932. november 13. |

| Bocskai FC | 1 – 1       | Ferencváros |
| ---------- | ----------- | ----------- |
|            | Jegyzőkönyv | Kohut       |

| Debrecen |

| 9. forduló 1932. november 20. |

| Ferencváros           | 3 – 3       | Újpest |
| --------------------- | ----------- | ------ |
| Sárosi I Kohut Táncos | Jegyzőkönyv |        |

| Üllői út, Budapest |

| 10. forduló 1932. november 27. |

| Ferencváros                    | 7 – 2       | Somogy FC |
| ------------------------------ | ----------- | --------- |
| Takács II Lázár Sárosi I Kohut | Jegyzőkönyv |           |

| Üllői út, Budapest |

| 11. forduló 1932. december 4. |

| Ferencváros     | 2 – 3               | III. Kerületi TVE |
| --------------- | ------------------- | ----------------- |
| Táncos Sárosi I | (1 – 1) Jegyzőkönyv |                   |

| Üllői út, Budapest Játékvezető: Klug Frigyes (magyar) |

#### Tavaszi fordulók
| 12. forduló 1933. február 19. |

| Szeged FC | 1 – 4       | Ferencváros      |
| --------- | ----------- | ---------------- |
|           | Jegyzőkönyv | Kovács Takács II |

| Szeged |

| 13. forduló 1933. február 26. |

| Nemzeti FC | 0 – 5       | Ferencváros              |
| ---------- | ----------- | ------------------------ |
|            | Jegyzőkönyv | Sárosi I Toldi Takács II |

| Budapest |

| 14. forduló 1933. március 12. |

| Budai 11 | 1 – 6       | Ferencváros                |
| -------- | ----------- | -------------------------- |
|          | Jegyzőkönyv | Toldi Táncos ög' Takács II |

| Üllői út, Budapest |

| 15. forduló 1933. március 23. |

| Ferencváros | 3 – 2       | Kispest |
| ----------- | ----------- | ------- |
| Takács II   | Jegyzőkönyv |         |

| Üllői út, Budapest |

| 16. forduló 1933. április 2. |

| Soroksár FC | 0 – 7       | Ferencváros                   |
| ----------- | ----------- | ----------------------------- |
|             | Jegyzőkönyv | Takács II Székely Kohut Toldi |

| Budapest |

| 17. forduló 1933. április 8. |

| Ferencváros             | 4 – 1       | Attila FC |
| ----------------------- | ----------- | --------- |
| Takács II Székely Toldi | Jegyzőkönyv |           |

| Üllői út, Budapest |

| 18. forduló 1933. április 23. |

| Ferencváros | 1 – 2       | Hungária |
| ----------- | ----------- | -------- |
| ög'         | Jegyzőkönyv |          |

| Üllői út, Budapest |

| 19. forduló 1933. május 7. |

| Ferencváros | 1 – 0       | Bocskai FC |
| ----------- | ----------- | ---------- |
| Toldi       | Jegyzőkönyv |            |

| Üllői út, Budapest |

| 20. forduló 1933. május 14. |

| Újpest | 1 – 0               | Ferencváros |
| ------ | ------------------- | ----------- |
|        | (1 – 0) Jegyzőkönyv |             |

| Megyeri út, Újpest Játékvezető: Klug Frigyes (magyar) |

| 21. forduló 1933. május 21. |

| III. Kerületi TVE | 2 – 5       | Ferencváros                    |
| ----------------- | ----------- | ------------------------------ |
|                   | Jegyzőkönyv | Sárosi I Kohut Takács II Toldi |

| Budapest |

| 22. forduló 1933. május 28. |

| Somogy FC | 0 – 2       | Ferencváros |
| --------- | ----------- | ----------- |
|           | Jegyzőkönyv | Toldi       |

| Kaposvár |

#### A végeredmény
| #  | Csapat            | J  | Gy | D | V  | Rg | Kg | Gk  | P  | Megjegyzés                         |
| -- | ----------------- | -- | -- | - | -- | -- | -- | --- | -- | ---------------------------------- |
| 1  | Újpest            | 22 | 17 | 3 | 2  | 89 | 30 | +59 | 37 | Bajnok, 1933-as közép-európai kupa |
| 2  | Hungária          | 22 | 16 | 4 | 2  | 74 | 28 | +46 | 36 | 1933-as közép-európai kupa         |
| 3  | Ferencváros       | 22 | 16 | 3 | 3  | 80 | 22 | +58 | 35 |                                    |
| 4  | III. Kerületi TVE | 22 | 11 | 4 | 7  | 49 | 39 | +10 | 26 |                                    |
| 5  | Budai 11          | 22 | 10 | 5 | 7  | 41 | 43 | -2  | 25 |                                    |
| 6  | Bocskai FC        | 22 | 9  | 5 | 8  | 40 | 35 | +5  | 23 |                                    |
| 7  | Kispest           | 22 | 6  | 7 | 9  | 40 | 55 | -15 | 19 |                                    |
| 8  | Szeged FC         | 22 | 7  | 5 | 10 | 32 | 47 | -15 | 19 |                                    |
| 9  | Attila FC         | 22 | 6  | 1 | 15 | 30 | 50 | -20 | 13 |                                    |
| 10 | Nemzeti FC        | 22 | 4  | 5 | 13 | 32 | 62 | -30 | 13 |                                    |
| 11 | Somogy FC         | 22 | 3  | 3 | 16 | 25 | 63 | -38 | 9  |                                    |
| 12 | Soroksár FC       | 22 | 3  | 3 | 16 | 27 | 85 | -58 | 9  | Kiesett NB II-be                   |

#### Eredmények összesítése
Az alábbi táblázatban összesítve szerepelnek a Ferencvárosi TC 1932/33-as bajnokságban elért eredményei.
| Ősz/tavasz (forduló)    | Otthon | Otthon | Otthon | Otthon | Otthon | Otthon | Otthon | Idegenben | Idegenben | Idegenben | Idegenben | Idegenben | Idegenben | Idegenben |
| Ősz/tavasz (forduló)    | M      | GY     | D      | V      | LG–KG  | GK     | P      | M         | GY        | D         | V         | LG–KG     | GK        | P         |
| ----------------------- | ------ | ------ | ------ | ------ | ------ | ------ | ------ | --------- | --------- | --------- | --------- | --------- | --------- | --------- |
| Őszi szezon (1–11.)     | 7      | 5      | 1      | 1      | 32–11  | +21    | 11     | 4         | 2         | 2         | 0         | 10–1      | +9        | 6         |
| Tavaszi szezon (12–22.) | 4      | 3      | 0      | 1      | 9–5    | +4     | 6      | 7         | 6         | 0         | 1         | 29–5      | +24       | 12        |
| Összesen (1–22.)        | 11     | 8      | 1      | 2      | 41–16  | +25    | 17     | 11        | 8         | 2         | 1         | 39–6      | +33       | 18        |

### Magyar kupa 1931–32
(előzményét lásd az 1931–32-es szezonnál)
Megismételt döntő
| 1932. szeptember 8. |

| Hungária | 4 – 3       | Ferencváros        |
| -------- | ----------- | ------------------ |
|          | Jegyzőkönyv | Turay Táncos Toldi |

| Hungária körút, Budapest |

### Magyar kupa 1933
| 1933. február 12. |

| Ferencváros                   | 8 – 1               | Kispest |
| ----------------------------- | ------------------- | ------- |
| Takács II Táncos Kovács Kohut | (2 – 0) Jegyzőkönyv |         |

| Üllői út, Budapest Játékvezető: Barna Béla (magyar) |

| 1933. március 5. |

| Ferencváros      | 3 – 1       | Bocskai FC |
| ---------------- | ----------- | ---------- |
| Takács II Táncos | Jegyzőkönyv |            |

| Üllői út, Budapest |

| 1933. március 15. |

| Ferencváros        | 3 – 2       | Szeged FC |
| ------------------ | ----------- | --------- |
| Sárosi I Takács II | Jegyzőkönyv |           |

| Üllői út, Budapest |

Döntő
| 1933. május 25. |

| Ferencváros                           | 11 – 1              | Újpest |
| ------------------------------------- | ------------------- | ------ |
| Takács II Táncos Toldi Kohut Sárosi I | (6 – 0) Jegyzőkönyv |        |

| Hungária körút, Budapest Nézőszám: 10 000 Játékvezető: Klein Árpád (magyar) |

### Egyéb mérkőzések
| 1932. augusztus 13. |

| Tennis Borussia Berlin | 3 – 5       | Ferencváros           |
| ---------------------- | ----------- | --------------------- |
|                        | Jegyzőkönyv | Takács II Turay Kohut |

| Berlin |

| 1932. augusztus 14. |

| Lipcse válogatott | 1 – 4       | Ferencváros                    |
| ----------------- | ----------- | ------------------------------ |
|                   | Jegyzőkönyv | Turay Toldi Sárosi I Takács II |

| Lipcse |

| 1932. augusztus 20. |

| Austria Wien | 4 – 1       | Ferencváros |
| ------------ | ----------- | ----------- |
|              | Jegyzőkönyv | Toldi       |

| Bécs |

| 1932. augusztus 21. |

| Servette FC | 5 – 3       | Ferencváros        |
| ----------- | ----------- | ------------------ |
|             | Jegyzőkönyv | Táncos Turay Toldi |

| Bécs |

| 1932. szeptember 20. |

| Jugoszlavija | 2 – 2       | Ferencváros     |
| ------------ | ----------- | --------------- |
|              | Jegyzőkönyv | Toldi Takács II |

| Újvidék |

| 1932. szeptember 28. |

| 1. FC Košice | 0 – 5       | Ferencváros            |
| ------------ | ----------- | ---------------------- |
|              | Jegyzőkönyv | Toldi Takács II Kovács |

| Kassa |

| 1932. december 15. |

| Észak-Marokkó válogatott | 0 – 22      | Ferencváros                           |
| ------------------------ | ----------- | ------------------------------------- |
|                          | Jegyzőkönyv | Turay Takács II Sárosi I Táncos Kohut |

| Fez |

| 1932. december 17. |

| Rabat válogatott | 1 – 11      | Ferencváros                                  |
| ---------------- | ----------- | -------------------------------------------- |
|                  | Jegyzőkönyv | Turay Kovács Takács II Táncos Sárosi I Kohut |

| Rabat |

| 1932. december 18. |

| US Marocaines | 0 – 2       | Ferencváros |
| ------------- | ----------- | ----------- |
|               | Jegyzőkönyv | Turay       |

| Casablanca |

| 1932. december 25. |

| Genoa CFC | 3 – 1       | Ferencváros |
| --------- | ----------- | ----------- |
|           | Jegyzőkönyv | Turay       |

| Genova |

| 1932. december 26. |

| Olympique de Marseille | 2 – 4       | Ferencváros      |
| ---------------------- | ----------- | ---------------- |
|                        | Jegyzőkönyv | Takács II Kovács |

| Marseille |

| 1932. december 29. |

| Saint Malo | 0 – 12      | Ferencváros                    |
| ---------- | ----------- | ------------------------------ |
|            | Jegyzőkönyv | Toldi Sárosi I Takács II Kohut |

| Saint Malo |

| 1933. január 1. |

| Racing Paris | 2 – 2               | Ferencváros |
| ------------ | ------------------- | ----------- |
|              | (1 – 1) Jegyzőkönyv | Takács II   |

| Párizs |

| 1933. január 4. |

| De Zwaluwen | 0 – 5       | Ferencváros       |
| ----------- | ----------- | ----------------- |
|             | Jegyzőkönyv | Takács II Székely |

| Rotterdam |

| 1933. január 6. |

| FC Zaandani | 0 – 5       | Ferencváros                 |
| ----------- | ----------- | --------------------------- |
|             | Jegyzőkönyv | Toldi Kohut Kovács Sárosi I |

| Hága |

| 1933. január 8. |

| Düsseldorf válogatott | 7 – 2       | Ferencváros |
| --------------------- | ----------- | ----------- |
|                       | Jegyzőkönyv | Takács II   |

| Düsseldorf |

| 1933. március 25. |

| SC Maribor | 2 – 10      | Ferencváros                      |
| ---------- | ----------- | -------------------------------- |
|            | Jegyzőkönyv | Takács II Sárosi I Székely Kohut |

| Graz |

| 1933. március 26. |

| GAK | 4 – 6       | Ferencváros                   |
| --- | ----------- | ----------------------------- |
|     | Jegyzőkönyv | Takács II Székely Turay Lázár |

| Graz |

| 1933. április 9. |

| FC Bratislava | 3 – 1       | Ferencváros |
| ------------- | ----------- | ----------- |
|               | Jegyzőkönyv | Takács II   |

| Pozsony |

| 1933. április 13. |

| Slavia Praha | 1 – 3       | Ferencváros   |
| ------------ | ----------- | ------------- |
|              | Jegyzőkönyv | Toldi Székely |

| Prága |

| 1933. április 16. |

| Minerva | 1 – 5               | Ferencváros          |
| ------- | ------------------- | -------------------- |
|         | (1 – 2) Jegyzőkönyv | Takács II Toldi Lyka |

| Berlin |

| 1933. április 17. |

| Wiener AC | 4 – 3               | Ferencváros       |
| --------- | ------------------- | ----------------- |
|           | (3 – 2) Jegyzőkönyv | Takács II Székely |

| Berlin |

| 1933. május 1. |

| Nagyváradi AC, Crisana vegyes | 2 – 7               | Ferencváros, Hungária vegyes |
| ----------------------------- | ------------------- | ---------------------------- |
|                               | (0 – 1) Jegyzőkönyv | Takács II Dudás              |

| Nagyvárad |

| 1933. június 4. |

| Bácska | 1 – 3       | Ferencváros            |
| ------ | ----------- | ---------------------- |
|        | Jegyzőkönyv | Toldi Sárosi I Székely |

| Belgrád |

| 1933. június 5. |

| Jugoszlavija | 2 – 4       | Ferencváros          |
| ------------ | ----------- | -------------------- |
|              | Jegyzőkönyv | Kovács Toldi Székely |

| Belgrád |

| 1933. június 11. |

| Romania Cluj | 0 – 4       | Ferencváros        |
| ------------ | ----------- | ------------------ |
|              | Jegyzőkönyv | Kovács Turay Kohut |

| Kolozsvár |

| 1933. június 12. |

| Universitatea Cluj | 2 – 4       | Ferencváros |
| ------------------ | ----------- | ----------- |
|                    | Jegyzőkönyv | Székely     |

| Kolozsvár |

| 1933. június 15. |

| SV Urfahr | 3 – 6       | Ferencváros                       |
| --------- | ----------- | --------------------------------- |
|           | Jegyzőkönyv | Kohut Toldi Kovács Székely Táncos |

| Linz |

| 1933. június 18. |

| Bayern München | 3 – 2       | Ferencváros     |
| -------------- | ----------- | --------------- |
|                | Jegyzőkönyv | Sárosi I Kovács |

| München |

## Külső hivatkozások
- A csapat hivatalos honlapja (magyarul)
- Az 1932–1933-as szezon menetrendje a tempofradi.hu-n (magyarul)